# نايجل جونسون
نايجل جونسون (بالإنجليزية: Nigel Johnson)‏ (23 يونيو 1964 المملكة المتحدة - ) هو لاعب كرة قدم بريطاني، يلعب كمدافع، لعب 93 مباراة وسجل 9 أهداف.

## مسيرته

### مسيرته مع الأندية
- 1982 - 1993 لعب مع نادي روذرهام يونايتد 89 مباراة سجل خلالها 9 أهداف.
- 1985 - 1986 لعب مع مانشستر سيتي 4 مباريات.